# 일본 패망 하루 전
《일본패망하루전》(日本のいちばん長い日, Japan's Longest Day)은 일본에서 제작된 하라다 마사토 감독의 2015년 드라마 영화이다. 야쿠쇼 코지 등이 주연으로 출연하였다. 2015년 8월 8일 개봉되었다.

## 출연

### 주연
- 야쿠쇼 코지
- 모토키 마사히로
- 마츠자카 토리
- 츠츠미 신이치
- 토다 에리카
- 야마자키 츠토무

## 기타
- 조명: 미야니시 다카아키
- 녹음: 테루이 야스마사
- 음향: 야노 마사히토
- 미술: 하라다 테츠오